# Цеглед
Цеглед (мађ. Cegléd) град је у Мађарској. Цеглед је други по величини град у оквиру жупаније Пешта.
Град има 38.220 становника према подацима из 2004. године.

## Географија
Град Цеглед се налази у средишњем делу Мађарске. Од престонице Будимпеште град је удаљен око 70 километара југоисточно. Град се налази у северном делу Панонске низије и нема излаз на реку или језеро.

## Становништво
По процени из 2017. у граду је живело 35.537 становника.
| 1990.  | 2001.  | 2011.  | 2017.  |
| ------ | ------ | ------ | ------ |
| 37.167 | 38.027 | 36.645 | 35.537 |

## Партнерски градови
- Милдорф ам Ин
- Плауен
- Георгени
- Мијеркуреја Чук
- Одорхеју Секујеск
- Свети Ђорђе
- Влахица
- Вашвар